# Delfino (onorificenza)

Stemma dei Delfini di Francia

Il Delfino fu dapprima il soprannome e poi il titolo onorifico dei Signori del Delfinato, regione che da tale titolo prende il nome.
Nel 1349 il Delfino di Vienne Umberto II il Vecchio vendette terre e titolo al re di Francia, a patto che le particolarità del Delfinato venissero preservate e che esso fosse assegnato in appannaggio unicamente all'erede al trono. Da quel momento il titolo di Delfino fu perciò attribuito al figlio primogenito e diretto erede del re di Francia.
Per estensione, in epoca moderna designa genericamente l'erede e l'eletto successore di un'importante famiglia.

## Storia
Ghigo IV (1095-1142), Conte d'Albon, portava sullo stemma araldico due delfini azzurri in campo d'oro, che gli guadagnarono il soprannome di le Dauphin (il Delfino). Pare che questo simbolo fosse stato introdotto dalla madre, Matilde di Aetheling nobildonna inglese, che era stata allevata dallo zio cui era molto affezionata, Earl of Cumberland, il quale aveva un delfino nel suo stemma e quindi la nipote l'avesse adottato come emblema. La cosa era piaciuta agli abitanti di Albon che a loro volta inserirono il delfino nelle loro insegne.
Il titolo si estese anche al territorio che stava sotto la signoria dei d'Albon e che prese il nome di Delfinato. Esso si trovava nel sud-est della Francia e includeva i territori degli odierni dipartimenti dell'Isère, della Drôme e delle Alte Alpi.

### Delfino di Francia
Alla morte di Ghigo IV il titolo di Delfino del Viennois venne tramandato dalla sua discendenza per dieci generazioni, fino al 1349, quando Umberto II del Viennois vendette il Delfinato, titolo nobiliare incluso, al re Filippo VI di Francia, a condizione che quest'ultimo venisse riservato all'erede al trono di Francia. Il titolo venne quindi a indicare il primogenito della famiglia reale: anche la consorte dell'erede venne quindi indicata come "la Delfina".
Il primo principe ereditario francese a portare il titolo fu Carlo V di Francia, nel 1349, e l'ultimo fu il duca d'Angoulême, figlio di Carlo X, che tuttavia rinunciò nel 1830 al titolo provocandone così l'estinzione.

### Altri titoli di Delfino
Il titolo di Delfino del Viennois rimase però distinto da quello di Delfino di Francia, sebbene portato dalla medesima persona. Così rimase fino a Luigi XI di Francia, nono Delfino di Francia e diciassettesimo Delfino del Viennois.
Al piccolo Jaume, figlio di Giovanni I d'Aragona, fu dato nel 1387 il titolo di "Delfino di Gerona", ma Jaume morì l'anno successivo. Il titolo del pretendente al trono aragonese era Duca di Gerona, e quello di "Delfino" venne usato solo per Jaume.